# Elezioni regionali in Liguria del 1985
Le elezioni regionali in Liguria del 1985 si tennero il 12-13 maggio.
Nonostante la conferma della vittoria comunista, la scelta centrista dei socialisti confermò la maggioranza a favore del Pentapartito.

## Risultati elettorali
| Liste                                                  | Voti      | %     | Seggi |
| ------------------------------------------------------ | --------- | ----- | ----- |
| Partito Comunista Italiano (PCI)                       | 428.991   | 34,84 | 15    |
| Democrazia Cristiana (DC)                              | 374.046   | 30,38 | 13    |
| Partito Socialista Italiano (PSI)                      | 135.417   | 12,14 | 4     |
| Movimento Sociale Italiano - Destra Nazionale (MSI-DN) | 70.595    | 5,73  | 2     |
| Partito Repubblicano Italiano (PRI)                    | 52.004    | 4,22  | 2     |
| Partito Liberale Italiano (PLI)                        | 40.420    | 3,28  | 1     |
| Partito Socialista Democratico Italiano (PSDI)         | 37.037    | 3,01  | 1     |
| Lista Verde (LV)                                       | 34.605    | 2,81  | 1     |
| Democrazia Proletaria (DP)                             | 18.311    | 1,49  | 1     |
| Partito Nazionale Pensionati (PNP)                     | 12.602    | 1,02  | -     |
| Unione Pensionati-Liga Veneta (UP-ŁV)                  | 10.751    | 0,87  | -     |
| Union Valdôtaine-Partito Democratico-UPAP-Ecologia     | 2.518     | 0,20  | -     |
| Totale                                                 | 1.231.323 |       | 40    |

| Riepilogo dei seggi | Riepilogo dei seggi | Riepilogo dei seggi | Riepilogo dei seggi | Riepilogo dei seggi | Riepilogo dei seggi | Riepilogo dei seggi |
| ------------------- | ------------------- | ------------------- | ------------------- | ------------------- | ------------------- | ------------------- |
|                     |                     |                     |                     |                     |                     |                     |
| DP                  | 1                   | ▲ 1                 |                     | PCI                 | 15                  | ━                   |
| PSI                 | 4                   | ▼ 1                 |                     | PSDI                | 1                   | ▼ 1                 |
| LV                  | 1                   | Nuovo               |                     | PRI                 | 2                   | ▲ 1                 |
| DC                  | 13                  | ━                   |                     | PLI                 | 1                   | ▼ 1                 |
| MSI-DN              | 2                   | ━                   |                     |                     |                     |                     |

## Consiglieri eletti
| Collegio  | Lista                                         | Eletto                     |
| --------- | --------------------------------------------- | -------------------------- |
| Genova    | Partito Comunista Italiano                    | Roberto Speciale           |
| Genova    | Partito Comunista Italiano                    | Michele Sette              |
| Genova    | Partito Comunista Italiano                    | Maria Grazia Daniele Galdi |
| Genova    | Partito Comunista Italiano                    | Roberto Di Rosa            |
| Genova    | Partito Comunista Italiano                    | Giuliano Gallanti          |
| Genova    | Partito Comunista Italiano                    | Bruno Privizzini           |
| Genova    | Partito Comunista Italiano                    | Giunio Luzzatto            |
| Genova    | Partito Comunista Italiano                    | Luigi Battilana            |
| Genova    | Democrazia Cristiana                          | Giacomo Gualco             |
| Genova    | Democrazia Cristiana                          | Ines Boffardi              |
| Genova    | Democrazia Cristiana                          | Luciano Trucco             |
| Genova    | Democrazia Cristiana                          | Fausto Cuocolo             |
| Genova    | Democrazia Cristiana                          | Ugo Signorini              |
| Genova    | Democrazia Cristiana                          | Dario Casassa              |
| Genova    | Democrazia Cristiana                          | Edmondo Ferrero            |
| Genova    | Partito Socialista Italiano                   | Rinaldo Magnani            |
| Genova    | Partito Socialista Italiano                   | Renzo Muratore             |
| Genova    | Partito Socialista Italiano                   | Giuseppe Iosi              |
| Genova    | Movimento Sociale Italiano - Destra Nazionale | Giorgio Bornacin           |
| Genova    | Partito Repubblicano Italiano                 | Giovanni Persico           |
| Genova    | Partito Liberale Italiano                     | Bruno Valenziano           |
| Genova    | Partito Socialista Democratico Italiano       | Giuseppe Merlo             |
| Genova    | Lista Verde                                   | Pier Andrea Villa          |
| Genova    | Democrazia Proletaria                         | Falco Accame               |
| Imperia   | Democrazia Cristiana                          | Ugo Romagnone              |
| Imperia   | Democrazia Cristiana                          | Luciano Verda              |
| Imperia   | Partito Comunista Italiano                    | Lorenzo Trucchi            |
| Imperia   | Partito Comunista Italiano                    | Anna Castellani            |
| La Spezia | Partito Comunista Italiano                    | Sandro Bertagna            |
| La Spezia | Partito Comunista Italiano                    | Stefania Silvano           |
| La Spezia | Democrazia Cristiana                          | Giovanbattista Acerbi      |
| La Spezia | Democrazia Cristiana                          | Luigi Grillo               |
| Savona    | Partito Comunista Italiano                    | Armando Magliotto          |
| Savona    | Partito Comunista Italiano                    | Giovanna Benedetti         |
| Savona    | Partito Comunista Italiano                    | Franco Delfino             |
| Savona    | Democrazia Cristiana                          | Giancarlo Garassino        |
| Savona    | Democrazia Cristiana                          | Paolo Rosso                |
| Savona    | Partito Socialista Italiano                   | Renato Pezzoli             |
| Savona    | Movimento Sociale Italiano - Destra Nazionale | Gabriele Di Nardo          |
| Savona    | Partito Repubblicano Italiano                 | Giampiero Mentil           |